# کریستین یاک پترسون
کریستین یاک پترسون (استونیایی: Kristjan Jaak Peterson; ۱۴ مارس ۱۸۰۱ – ۴ اوت ۱۸۲۲) شاعر اهل استونی بود.
از وی به‌عنوان پیشگام ادبیات استونیایی و بنیانگذار شعر مدرن استونی یاد می‌شود. روز تولد پترسون در استونی به عنوان روز زبان مادری نام‌گذاری شده‌است.

## نگارخانه

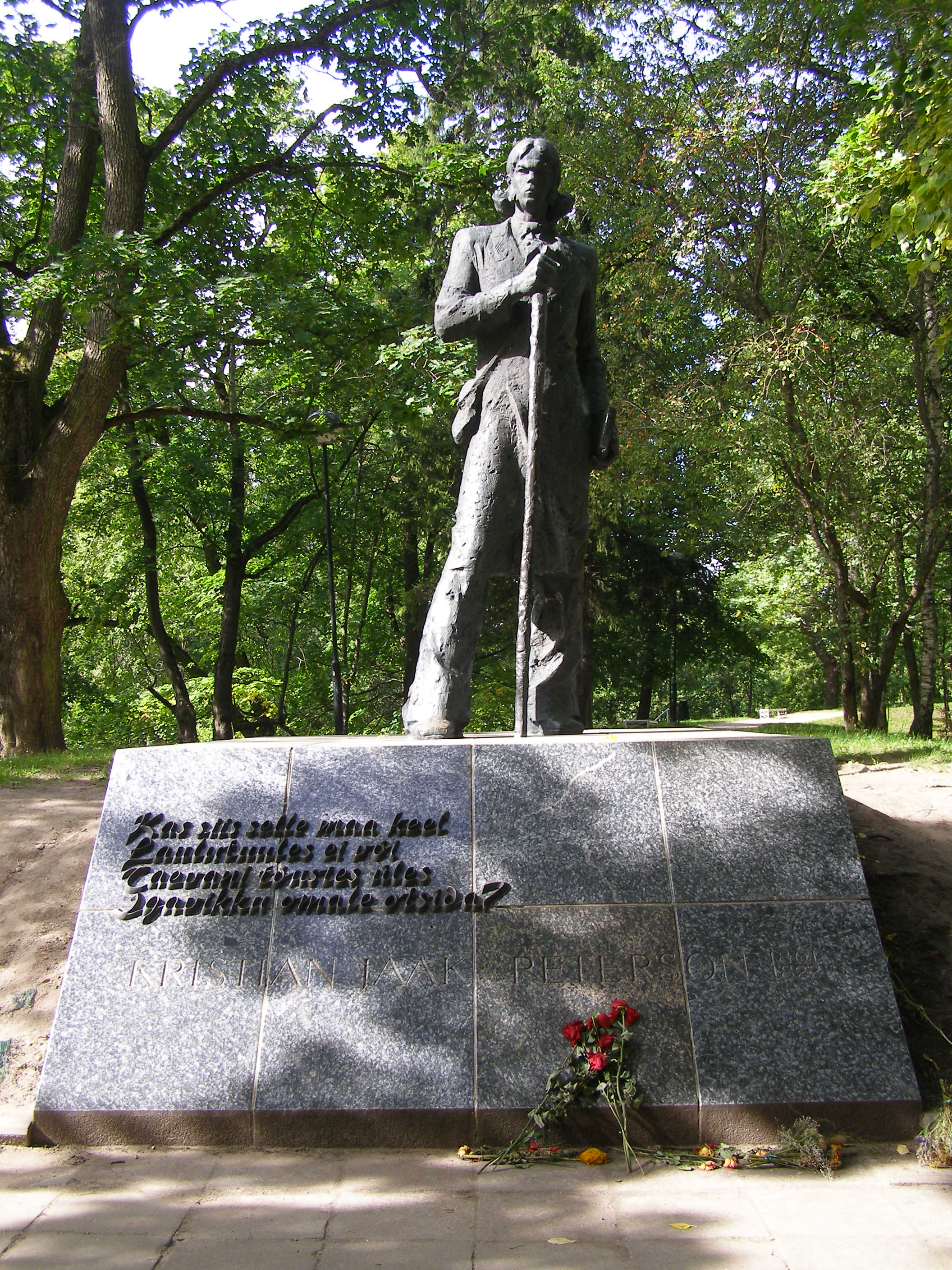
مجسمه کریستین یاک پترسون در تارتو
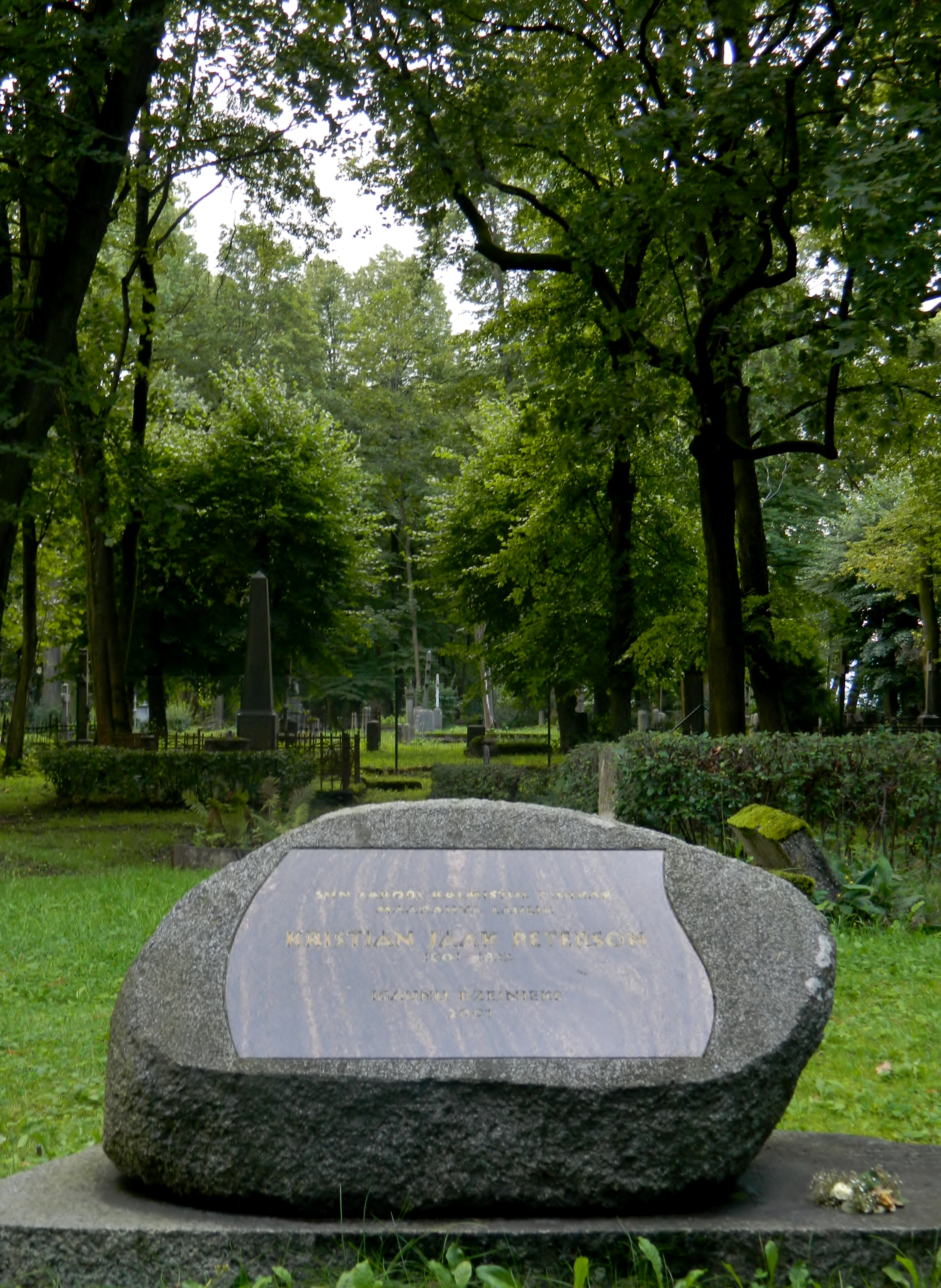
سنگ قبر کریستین یاک پترسون در ریگا